# Phelps City
Phelps City – jednostka osadnicza w Stanach Zjednoczonych, w stanie Missouri, w hrabstwie Atchison.